# A Woman in the Ultimate
A Woman in the Ultimate er en amerikansk stumfilm fra 1913 af Dell Henderson.

## Medvirkende
- Lillian Gish som Verda
- Charles Hill Mailes
- Henry B. Walthall
- Alfred Paget
- John T. Dillon